# Bojan Roganović
Bojan Roganović (serbisch-kyrillisch Бојан Рогановић; * 28. September 2000 in Podgorica) ist ein montenegrinischer Fußballspieler.

## Karriere

### Verein
Roganović begann seine Karriere beim FK Budućnost Podgorica. Im Juli 2017 stand er erstmals im Kader der ersten Mannschaft von Budućnost, kam aber noch nicht zum Einsatz. Sein Debüt für diese gab er schließlich im März 2018 in der Prva Crnogorska Liga. Bis zum Ende der Saison 2017/18 kam er zu vier Einsätzen im montenegrinischen Oberhaus. In der Saison 2018/19 absolvierte er 13 Spiele für Budućnost.
In der Saison 2019/20 kam er bis zur Winterpause zu neun Einsätzen. Im Januar 2020 schloss Roganović sich dem Ligakonkurrenten OFK Titograd an. Für Titograd kam er bis Saisonende zu neun Einsätzen. In der Saison 2020/21 absolvierte er für den OFK 31 Partien, mit dem Klub stieg er zu Saisonende allerdings aus der Prva Liga ab. Daraufhin wechselte der Außenverteidiger zur Saison 2021/22 nach Serbien zum FK Čukarički. Für Čukarički spielte er in seiner ersten Spielzeit im Ausland 25 Mal in der SuperLiga.
Nach weiteren sechs Einsätzen zu Beginn der Saison 2022/23 wechselte Roganović im September 2022 nach Russland zu Torpedo Moskau.

### Nationalmannschaft
Roganović spielte zwischen 2016 und 2020 24 Mal für montenegrinische Jugendnationalauswahlen.